# Marjolijn Verspoor
 (novembre 2019).
Marjolijn Verspoor (née en 1952) est une linguiste néerlandaise et une professeur d'anglais et d'anglais langue seconde à l'Université de Groningue, aux Pays - Bas. Verspoor est connue pour ses travaux sur la théorie des systèmes dynamiques complexes et l'application de la théorie des systèmes dynamiques pour étudier le développement d'une langue seconde. Verspoor s'intéresse à l'écriture en langue seconde.
Verspoor est l'une des membres de la Dutch School of Dynamic Systems qui a proposé d'appliquer les données de séries chronologiques pour étudier le développement des langues secondes aux côtés de de Bot, van Geert et Lowie.

## Carrière

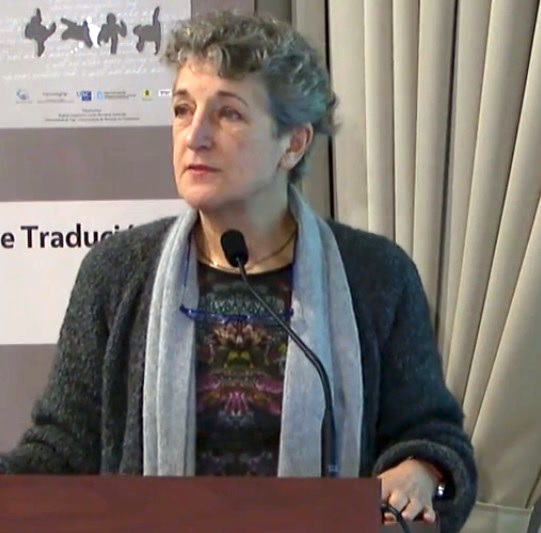
Verspoor à l'Université de Vigo.

Verspoor a obtenu sa thèse de doctorat à l'Université de Leiden en 1990. Le titre de sa thèse était Critères sémantiques dans la sélection du complément.[réf. nécessaire]
Verspoor a publié des articles de revues et édité plusieurs livres sur différents domaines de la linguistique, notamment le développement de la langue seconde, les effets de l’éducation bilingue, les effets des connaissances cognitives sur le développement de la langue seconde, l'approche cognitive linguale de la complémentation en anglais.[réf. nécessaire]
Verspoor a été nommé assistante de recherche et assistante d'enseignement en allemand au département allemand de l'Université d'État de Louisiane aux États-Unis en 1973. En 1976, elle a été nommée professeure d'allemand, de français et d'anglais langue seconde dans le département de langues étrangères de la Northeast Louisiana University. En 1989, elle est devenue professeure titulaire au département d'anglais de l'Université du Missouri, aux États-Unis, où elle a également été coordinatrice du programme Academic English for International students. Entre 1991 et 1994, elle est chargée de cours au département d’anglais de la Rijksuniversiteit Groningen. Entre 1995 et 2005, elle a été nommée présidente du comité d'examen national (CEVO: VWO-HAVO) pour l'anglais. Elle était responsable du contenu de l'examen national d'anglais. Depuis 1994, elle est chargée de cours au département d'anglais de l'université de Groningue. Entre 2005 et 2009, elle a été nommée conseillère en études et coordinatrice du programme de maîtrise en linguistique appliquée et enseignement de l'anglais en tant que langue étrangère. [réf. à confirmer]
En 2009, Verspoor a été nommée pour le prix du meilleur conférencier de l'Université de Groningue en 2009.
Verspoor est l'un des membres du comité du prix de solidarité de l'Association internationale de linguistique appliquée avec Kees de Bot et Rosa Manchón.
En 2016, elle a été l'un des principaux orateurs de l' EUROSLA26 de l'Université de Jyväskylä, en Finlande.

## Travaux
Verspoor a publié des articles dans des revues telles que Applied Linguistics, Language Learning, Journal of Second Language Writing, The Modern Language Journal, Recherche sur l'enseignement des langues et Learning Language.
En 2004, avec Bot et Lowie, elle a écrit un article fondamental sur le développement de la langue seconde, dans lequel elle a appliqué la théorie des systèmes dynamiques pour étudier le développement de la rédaction en langue seconde. Il s'agissait du premier document de recherche dans lequel des données chronologiques étaient utilisées pour expliquer les changements survenus dans le développement de l'écriture en langue seconde.
En 2015, Verspoor a présenté une perspective dynamique sur les schémas de développement en finnois en tant que L2 lors de la 4e session de l'ELC. Quatrième conférence internationale de troisième cycle sur le langage et la cognition à l'Université de Vigo.
En 2017, le premier article de Verspoor a été publié dans lequel elle et ses collègues ont appliqué le modèle de Markov caché pour simuler le développement du langage.
Elle est également connue pour son travail sur la complexité du langage. Elle a proposé l'indice de rapport de verbe fini pour mesurer la complexité syntaxique générale et la longueur de mot moyenne des mots contenus afin de mesurer la complexité lexicale dans le développement de l' écriture en langue seconde.

### Livres
- Lexical and Syntactical Constructions and the Construction of Meaning (1997)[11]
- Cognitive Exploration of Language and Linguistics (1998)[12]
- Explorations in Linguistic Relativity (2000)[13]
- Second Language Acquisition: An Advanced Resource Book (2005)[14]
- A Dynamic Approach to Second Language Development. Methods and Techniques (2011)

### Articles
- Verspoor M., & Lowie W. (2003). Making sense of polysemous words. Language Learning, 53(3), 547-586.
- De Bot K., Verspoor M., & Lowie W. (2005). Dynamic Systems Theory and Applied Linguistics: the ultimate “so what”? International Journal of Applied Linguistics, 15(1), 116-118.
- De Bot K., Lowie W., & Verspoor M. (2007). A dynamic view as a complementary perspective. Bilingualism: Language and Cognition, 10(1), 51-55.
- De Bot K., Lowie W., & Verspoor M. (2007). A dynamic systems theory approach to second language acquisition. Bilingualism: Language and Cognition, 10(1), 7-21.
- Verspoor M., Lowie M., & van Dijk M. (2008). Variability in second language development from a dynamic systems perspective. The Modern Language Journal, 92(2), 214-231.
- Spoelman M., & Verspoor M. (2010). Dynamic patterns in development of accuracy and complexity: A longitudinal case study in the acquisition of Finnish. Applied Linguistics, 31(4), 532-553. doi:
- Verspoor, M. H. (2012). Symposium: Dynamic systems/Complexity theory as a new approach to second language development. Language Teaching, 45(4), 553 - 534.
- Rousse-Malpat, A., & Verspoor, M. (2012). Measuring effectiveness in Focus on Form versus Focus on Meaning. Dutch Journal of Applied Linguistics, 1(2), 263-276. doi:
- Smiskova, H., Verspoor, M. H., & Lowie, W. M. (2012). Conventionalized ways of saying things (CWOSTs) and L2 development. Dutch Journal of Applied Linguistics, 1(1), 125 - 142.
- de Bot, K., Chan, B., Lowie, W. M., Plat, R., & Verspoor, M. H. (2012). A dynamic perspective on language processing and development. Dutch Journal of Applied Linguistics, 1(2), 188-218.
- Verspoor M., Schmid M. S., & Xu X. (2012). A dynamic usage based perspective on L2 writing. Journal of Second Language Writing, 21(3), 239-263. doi:
- Chan, H., Verspoor, M., & Vahtrick, L. (2015). Dynamic Development in Speaking Versus Writing in Identical Twins. Language Learning, 65(2), 298-325. doi:
- Lowie W., & Verspoor M. (2015). Variability and variation in second language acquisition orders: A dynamic reevaluation. Language Learning, 65(1), 63-88. doi:
- Hou, J., Verspoor, M., & Loerts, H. (2016). An exploratory study into the dynamics of Chinese L2 writing development. Dutch Journal of Applied Linguistics, 5(1), 65-96.
- Verspoor, M., Lowie, W., Chan, H., & Vahtrick, L. (2017). Linguistic complexity in second language development: variability and variation at advanced stages. Recherches en didactique des langues et des cultures. Les cahiers de l'Acedle, 14(1). doi:
- Lesonen, S., Suni, M., Steinkrauss, R., & Verspoor, M. (2017). From conceptualization to constructions in Finnish as an L2: a case study. Pragmatics and Cognition, 24(2), 212-262. doi:
- Lowie, W., van Dijk, M., Chan, H., & Verspoor, M. (2017). Finding the key to successful L2 learning in groups and individuals. Studies in Second Language Learning and Teaching, 7(1), 127-148.
- Dale, L., Ron, O., & Verspoor, M. (2018). Searching for identity and focus: towards an analytical framework for language teachers in bilingual education. International Journal of Bilingual Education and Bilingualism, 21(3), 366-383.
- Hou, J., Loerts, H., & Verspoor, M. (2018). Exploring attitude and test-driven motivation towards English at Chinese universities. International Journal of Language Studies, 12(1), 37-60.
- Hou, J., Loerts, H., & Verspoor, M. (2018). Chunk use and development in advanced Chinese L2 learners of English. Language Teaching Research, 22(2), 148-168. doi:
- Dale, L., Oostdam, R., & Verspoor, M. (2018). Juggling ideals and constraints The position of English teachers in CLIL contexts. Dutch Journal of Applied Linguistics, 7(2), 177-202. doi:
- Lowie, W. M., & Verspoor, M. H. (2019). Individual Differences and the Ergodicity Problem. Language Learning, 69(S1), 184-206. doi:
- Rousse-Malpat, A., Steinkrauss, R., & Verspoor, M. (2019). Structure-based or dynamic usage‑based instruction. Instructed Second Language Acquisition, 3(2), 181-205.